# カララシ
カララシ（ルーマニア語: Călăraşi）は、ルーマニア南東部のカララシ県にある都市。同県の県都でもある。ドナウ川の支流のボルセア川沿いに築かれ、近くにはブルガリアとの国境がある。首都ブカレストとは125kmほどの距離がある。製材、製紙、食品加工、グラス製造、繊維、医療機器生産、重工業が盛ん。
付近にはラムサール条約登録地の「カララシ湖」がある。特にマガンとアオガンが多く生息している。

## 人口動静
1900年国勢調査時の人口は1万1024人だった。その後、2002年の国勢調査では7万39人で、そのうち95.86%がルーマニア人、3.45%がロマであった。モデル、オストロヴ、ロセティ、グラディシュテア、クザ＝ヴォーダ、リプニツァ、シュテファン＝ヴォーダなどの周辺都市を含めると11万人に達する。

## 歴史
ワラキア君主が先史時代の村の跡地にイスタンブールへの中継地点として建設し、馬乗り（călăraşi）によって統治された。その後は町となり、1834年に県都になった。

## 交通
DN3、DN21、DN31、DN3Bなどの幹線道路が通り、A2（別名：太陽の高速道）のレフリウ・ガラ、ドラガリナ、フェテシュティの各出口からもアクセスできる。

## 気候
大陸性気候で、年間平均気温は11.3℃。史上最低気温は1938年1月9日に記録された-30℃で、史上最高気温は1957年8月10日に記録された41.4℃である。
| カララシの気候         | カララシの気候 | カララシの気候 | カララシの気候 | カララシの気候 | カララシの気候 | カララシの気候 | カララシの気候 | カララシの気候 | カララシの気候 | カララシの気候 | カララシの気候 | カララシの気候 | カララシの気候 |
| 月                     | 1月            | 2月            | 3月            | 4月            | 5月            | 6月            | 7月            | 8月            | 9月            | 10月           | 11月           | 12月           | 年             |
| ---------------------- | -------------- | -------------- | -------------- | -------------- | -------------- | -------------- | -------------- | -------------- | -------------- | -------------- | -------------- | -------------- | -------------- |
| 平均最高気温 °C （°F） | 2 (36)         | 3 (37)         | 10 (50)        | 16 (61)        | 22 (72)        | 26 (79)        | 27 (81)        | 27 (81)        | 24 (75)        | 17 (63)        | 8 (46)         | 4 (39)         | 16 (61)        |
| 平均最低気温 °C （°F） | −3 (27)        | −2 (28)        | 1 (34)         | 6 (43)         | 11 (52)        | 15 (59)        | 16 (61)        | 15 (59)        | 12 (54)        | 6 (43)         | 1 (34)         | −1 (30)        | 6.5 (43.7)     |
| 出典：weatherbase.com  |                |                |                |                |                |                |                |                |                |                |                |                |                |

## スポーツ
ルーマニアサッカーリーグ「リーガIII」所属のFCドゥナレア・カララシが本拠地としている。

## 出身有名人
- シュテファン・バニカ・シニア - 俳優、歌手

## 姉妹都市
- リヴリー（フランス）
- ナポリ（イタリア）
- ロイヤルパームビーチ（アメリカ合衆国、フロリダ州）
- 衡陽市（中華人民共和国）